# Betscheuma andringitrae
Betscheuma andringitrae är en mångfotingart som beskrevs av Jean-Paul Mauriès 1994. Betscheuma andringitrae ingår i släktet Betscheuma och familjen Pygmaeosomatidae. Inga underarter finns listade i Catalogue of Life.